# Гошівський болотний масив, урочище Гачки
Го́шівський боло́тний маси́в, уро́чище Гачки́ — ботанічна пам'ятка природи місцевого значення в Україні. Об'єкт природно-заповідного фонду Івано-Франківської області.
Розташована в межах Долинської міської громади Калуського району Івано-Франківської області, на околиці села Тяпче.
Площа 11,3 га. Статус надано згідно з рішенням облради від 15.07.1993 року. Перебуває у віданні Тяпчанської сільської ради.
Статус надано для збереження залишок оліготрофного болота, де зростає три види пальчатокорінника та журавлина дрібноплода — види, занесені до Червоної книги України.